# Planistroma yuccigenum
Planistroma yuccigenum är en svampart som beskrevs av A.W. Ramaley 1991. Planistroma yuccigenum ingår i släktet Planistroma och familjen Planistromellaceae.   Inga underarter finns listade i Catalogue of Life.